# Schutzhaftlagerführer
Schutzhaftlagerführer (w skrócie Lagerführer) – szef więźniarskiej części obozu, kierownik tzw. Wydziału III w strukturze niemieckich obozów koncentracyjnych. Pełnił jednocześnie funkcję zastępcy komendanta obozu w przypadku jego nieobecności.
Zgodnie z regulaminem obozów koncentracyjnych:
1. odpowiadał za całokształt spraw właściwego obozu
2. mianował i odwoływał więźniów funkcyjnych (m.in. kapo i blokowych)
3. wydawał opinie i proponował wymiar kary, który miał być nałożony na danego więźnia
4. podejmował wszelkie kroki by zapobiec ucieczkom z obozu
5. kontrolował wydajność pracy więźniów
6. miał obowiązek czuwać nad porządkiem i czystością na terenie całego obozu
7. miał obowiązek czuwać by każdy z więźniów otrzymywał należyte porcje pożywienia
8. miał pouczać personel o zakazie maltretowania więźniów

W rzeczywistości Lagerführerzy byli panami życia i śmierci więźniów. Niezwykle rzadko podejmowali działania, by polepszyć ich los i bardzo często należeli do najgorszych oprawców obozu. Przykładami takich zbrodniczych Lagerführerów mogą być: Anton Thumann (m.in. Majdanek i Neuengamme (KL)), Karl Fritzsch, Hans Aumeier i Franz Johann Hofmann (wszyscy Auschwitz-Birkenau) czy Max Schobert (Buchenwald).